# Jordan Peele
Jordan Haworth Peele (født 21. februar 1979 i New York), er en amerikansk komiker, skuespiller og filmskaber. Peele er mest kendt for at arbejde med komikeren og skuespilleren Keegan-Michael Key.[kilde mangler]

## Filmografi

### Spillefilm
| År   | Film                         | Instruktør | Forfatter | Skuespiller | Noter           |
| ---- | ---------------------------- | ---------- | --------- | ----------- | --------------- |
| 2012 | Wanderlust                   | Nej        | Nej       | Ja          |                 |
| 2016 | Keanu                        | Nej        | Ja        | Ja          |                 |
| 2017 | Get Out                      | Ja         | Ja        | Nej         | Instruktørdebut |
| 2017 | Filmen om Kaptajn Underhyler | Nej        | Nej       | Ja          | Stemme          |
| 2018 | BlacKkKlansman               | Nej        | Nej       | Nej         | Producer        |
| 2019 | Us                           | Ja         | Ja        | Nej         |                 |
| 2021 | Wendell og Wild              | Nej        | Nej       | Ja          | Stemme          |

### Tv-serier
| År        | Film                        | Rolle        | Noter                                 |
| --------- | --------------------------- | ------------ | ------------------------------------- |
| 2012-2016 | Key and Peele               | Sig selv     | Skaber, sammen med Keegan-Michael Key |
| 2013      | Epic Rap Battles of History | Muhammad Ali |                                       |
| 2017-2019 | Weird City                  |              | Skaber                                |